# 貝羅那 (神祇)
貝婁娜（又譯柏洛娜）古罗马神话职司战争的女性神祇。朱庇特和朱諾的女兒，玛尔斯的妻子。于每年6月3日作为庆祝日。其形象广泛反映于相关文学创作和绘画作品之中，具有重要地影响与积极意义。等同於希臘神話的厄倪俄。相傳她是戴在軍用頭盔拿著劍、矛或盾牌，揮舞著火把和鞭子，乘坐四匹馬的戰車參加戰鬥。她在羅馬帝國有許多寺廟以她在羅馬以外的神廟而聞名，該神廟是戰爭的官方決策中心，以及她在戰鬥中的嗜血和瘋狂。文藝復興時期後，她的肖像畫被畫家和雕塑家擴展。